# شاندرافاتي (شاعرة)
شاندراباتي ( (بالبنغالية: চন্দ্রাবতী)‏ شاعرة بنغالية من شاعرات العصور الوسطى، وأول امرأة شاعرة تنظم شعرها باللغة البنغالية . 